# Godyris zavaleta
Espèce
Godyris zavaleta est un insecte lépidoptère  de la famille des Nymphalidae, de la sous-famille des Danainae et du genre Godyris.

## Dénomination
Godyris zavaleta a été décrit par William Chapman Hewitson en 1855 sous le nom initial de' Ithonia zavaleta.

### Sous-espèces
- Godyris zavaleta zavaleta; présent en Colombie
- Godyris zavaleta baudoensis Vitale & Rodriguez, 2004; présent en Colombie
- Godyris zavaleta caesiopicta (Niepelt, 1915); présent au Costa Rica et à Panama
- Godyris zavaleta eutelina Brévignon, 1993; présent au Surinam, en Guyana et en Guyane.
- Godyris zavaleta gonussa (Hewitson, 1856); présent en Colombie
- Godyris zavaleta huallaga Fox, 1941; présent au Pérou.
- Godyris zavaleta matronalis (Weymer, 1883); présent en Équateur
- Godyris zavaleta petersii (Dewitz, 1877); présent en Colombie
- Godyris zavaleta rosata Vitale & Rodriguez, 2004
- Godyris zavaleta sosunga (Reakirt, [1866]); présent au Honduras
- Godyris zavaleta telesilla (Hewitson, 1863); présent en Équateur
- Godyris zavaleta zygia (Godman & Salvin, 1877); présent au Costa Rica et à Panama
- Godyris zavaleta ssp Lamas; présent au Pérou.
- Godyris zavaleta ssp Lamas; présent en Bolivie
- Godyris zavaleta ssp Lamas; présent au Brésil[1].

### Nom vernaculaire
Godyris zavaleta se nomme Zavaleta Glasswing en anglais.

## Description
Godyris zavaleta est un papillon d'une envergure de 60 mm à 65 mm, aux ailes antérieures à apex arrondi, angle externe anguleux et bord interne concave,. Les ailes sont transparentes à veines marron et bordure marron sur le dessus, orange sur le revers.

## Biologie

### Plantes hôtes
Les plantes hôtes de sa chenille sont Solanum brenesii pour Godyris zavaleta caesiopicta et Cestrum nocturnum pour  Godyris zavaleta zygiaref name = funet/>.

## Écologie et distribution
Godyris zavaleta est présent au Mexique, au Costa Rica, au Honduras, à Panama, en Colombie, en Équateur, en Bolivie, au Pérou, au Brésil, au Surinam, en Guyana et en Guyane.

### Biotope
Godyris zavaleta réside dans la forêt tropicale humide.

### Protection
Pas de statut de protection particulier.